# Speusippus, Eleusippus und Meleusippus

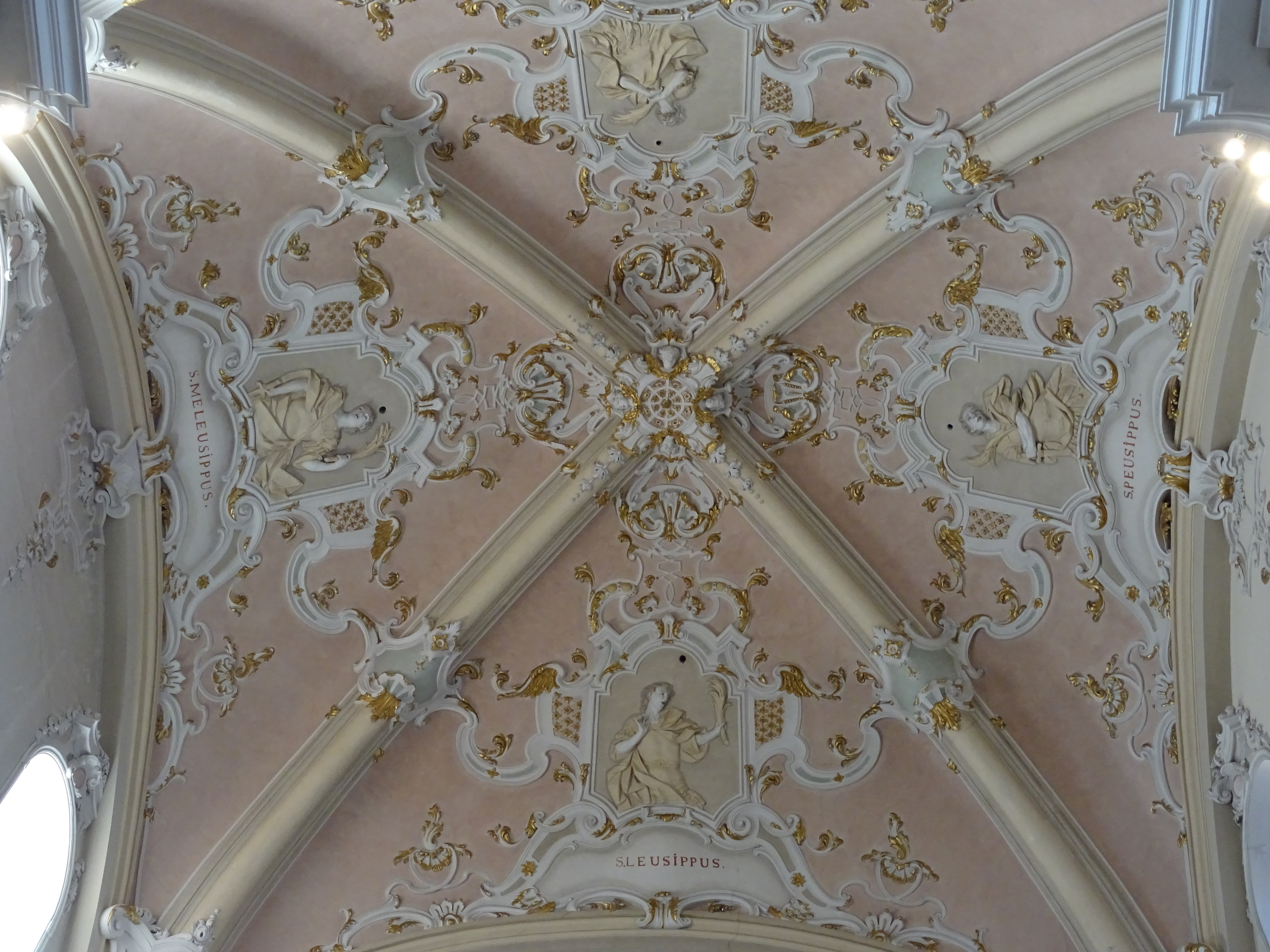
Speusippus, Eleusippus und Meleusippus am Ellwanger "Heiligenhimmel"

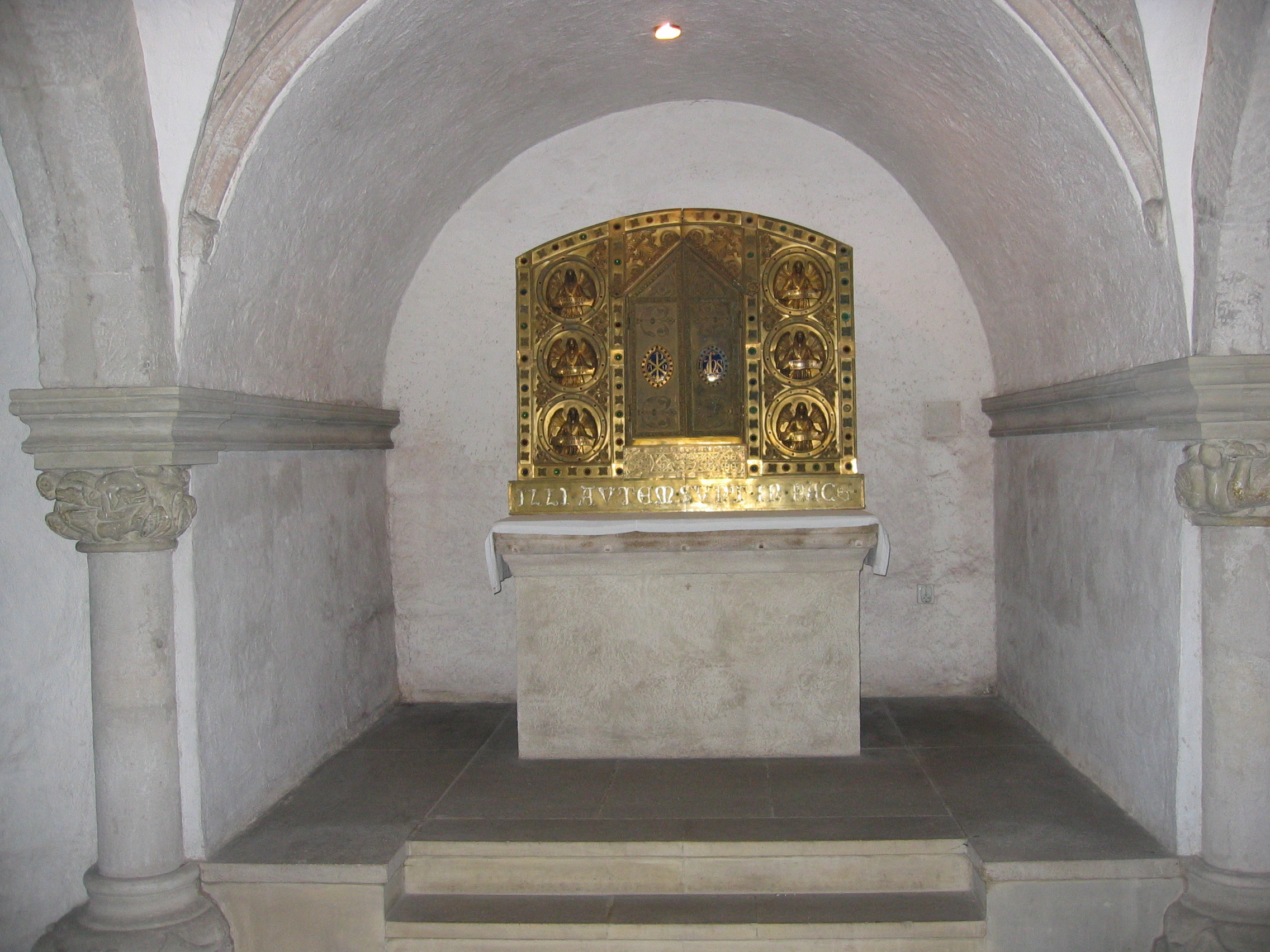
Schrein in der Basilika St. Vitus, in dem u. a. die Gebeine der Pferdeheiligen aufbewahrt werden

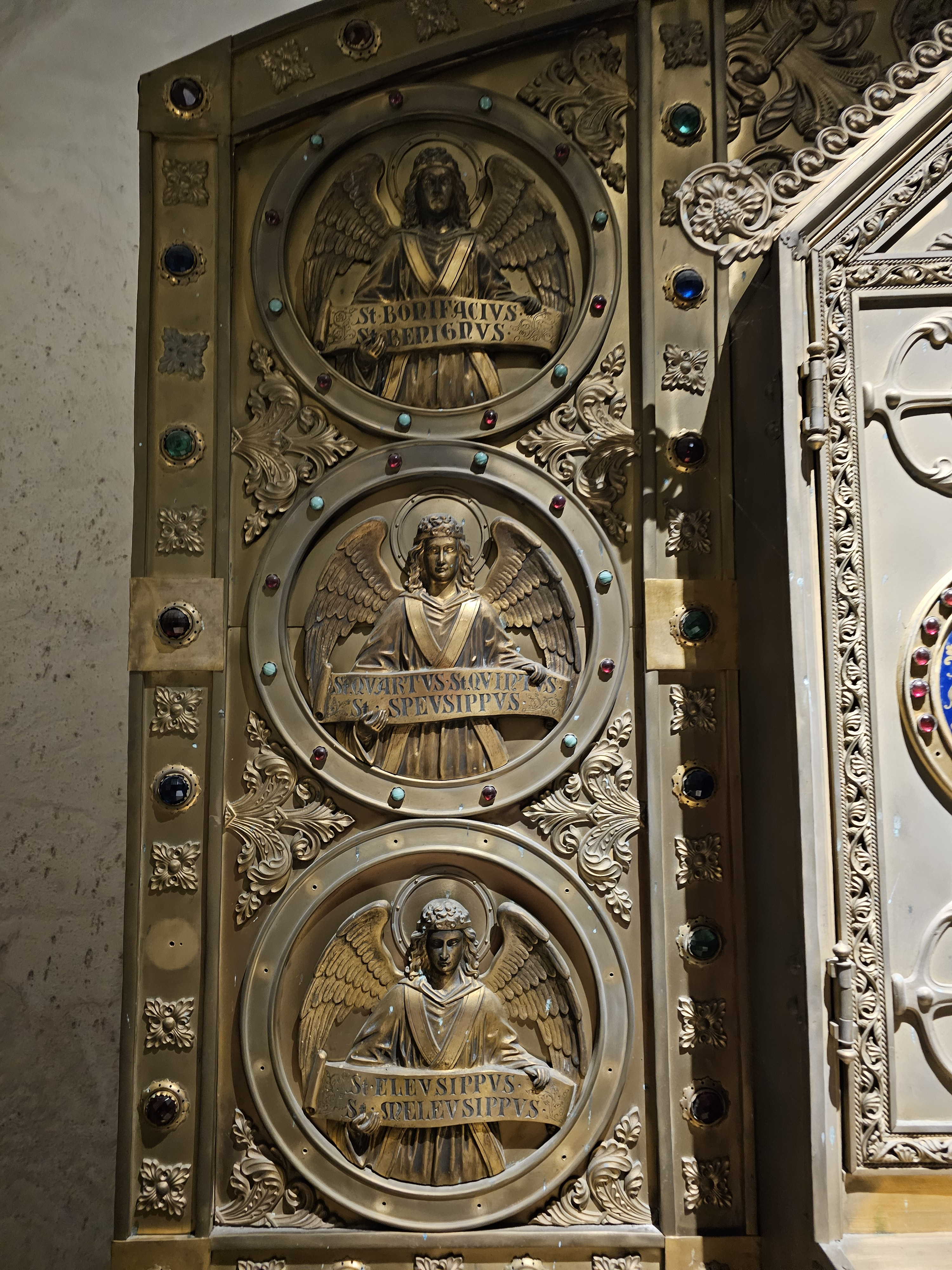
Detail des Schreins

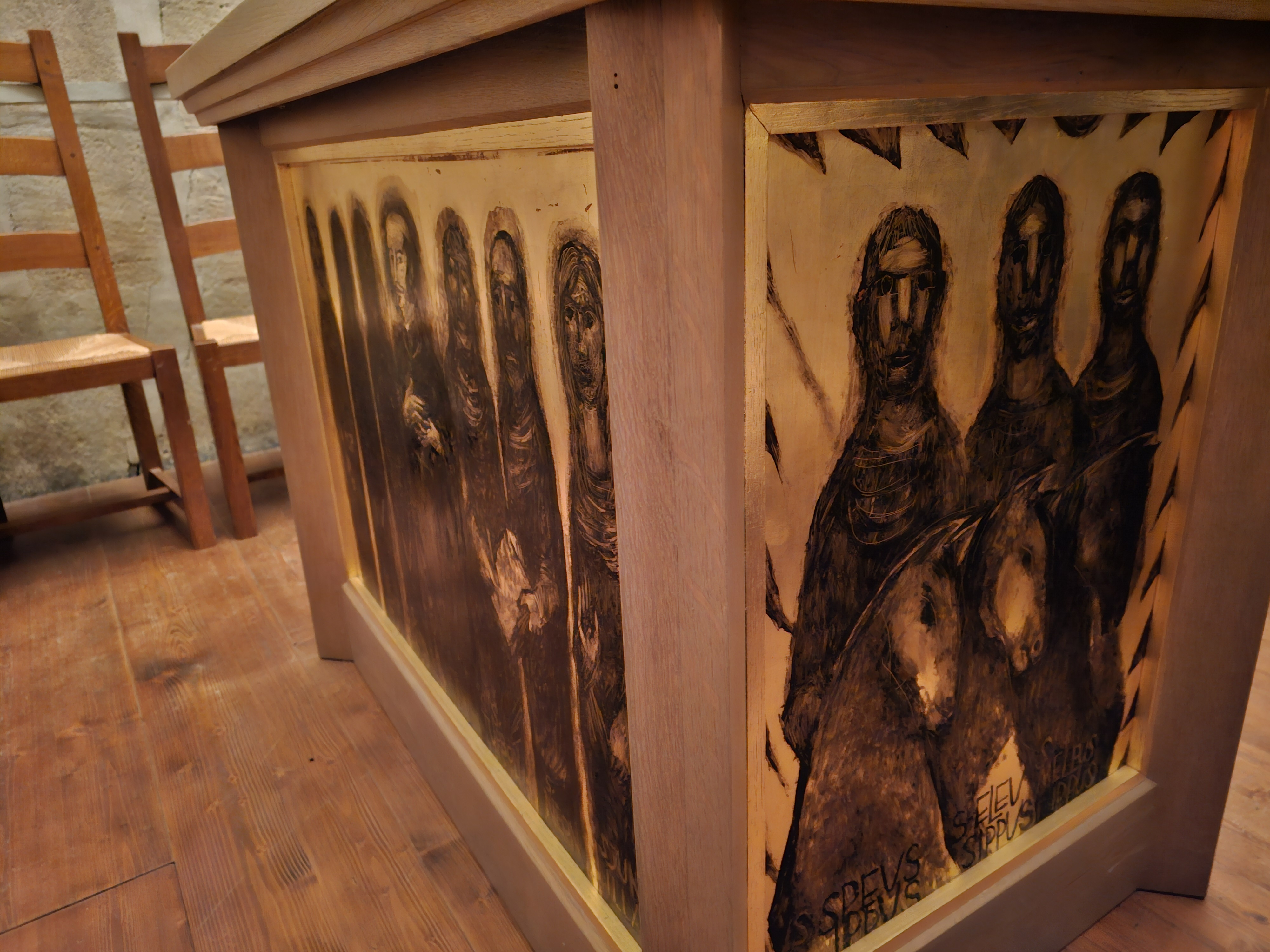
Speusippus, Eleusippus und Meleusippus auf dem Altar der Michaelskapelle in der Stiftskirche St. Vitus (Ellwangen)

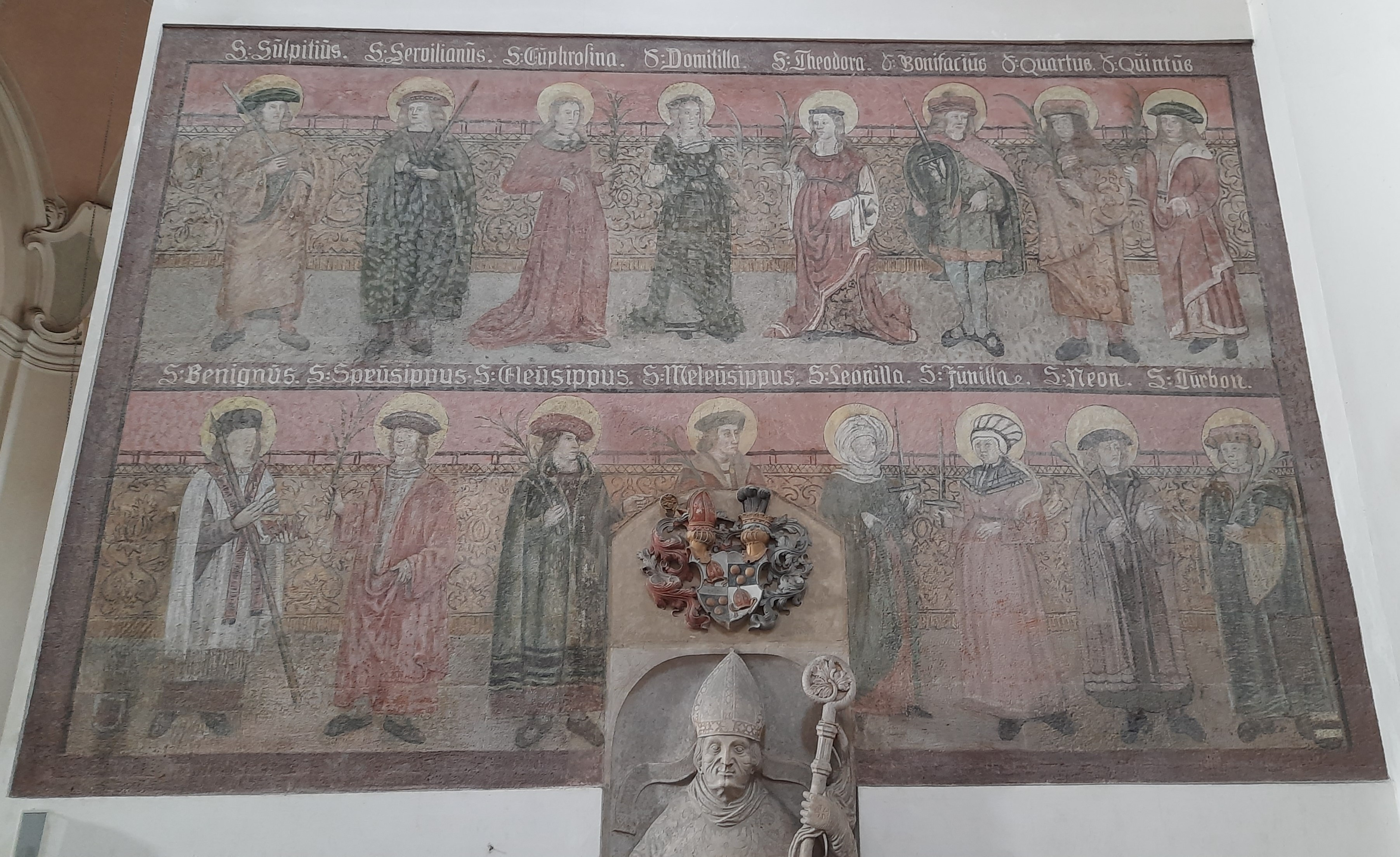
Stiftsheilige der Basilika St. Vitus zusammen mit den drei Pferdeheiligen, der hl. Leonilla, der hl. Junilla und dem hl. Neon

Die Heiligen Speusippus, Eleusippus und Melapsippus (Meleusippus) († 175) werden als christliche Märtyrer verehrt. Der Legende nach waren dies kappadozische Drillinge, die unter Marcus Aurelius das Martyrium erlitten. Da sie Pferdezüchter gewesen sein sollen, werden sie auch Pferdeheilige genannt. Ihre älteste Schwester Leonilla wurde mit ihnen getötet.
In einer alternativen, im Römischen Martyrologium festgehaltenen, Version war Leonilla die Großmutter. Die Mutter der drei war demnach Junilla. 
Der Autor ihrer Märtyrerakten ist der Heilige Neo oder Neon, der auch selbst das Martyrium erlitt.
Der Gedenktag der Heiligen ist der 17. Januar; an diesem Tag fand bis ins 17. Jahrhundert der Kalte Markt, ein Pferdemarkt, statt. Am Sonntag des Kalten Marktes findet in der Basilika St. Vitus (Ellwangen) (zu ehren der Pferdeheiligen) eine Reitermesse statt.

## Wortbedeutungen
Speusippos von altgriechisch σπουδάζω „sich beeilen“ und ἵππος „Pferd“, also Rennpferd. Meleusippos von altgriechisch μέλας „schwarz“, also Rappe. Eleusippos vermutlich von altgriechisch ἐλαύνω „reiten“, also Reitpferd.

## Reliquien
490 wurden die vorgeblichen Reliquien der Heiligen in die Kathedrale Saint-Mammès von Langres überführt. Der größte Teil der Reliquien wurde 764 von Hariolf und Erlolf, den Gründern des Klosters Ellwangen, nach Ellwangen gebracht und wird heute in der dortigen Basilika St. Vitus verehrt.